# Michel Matter
Pour les articles homonymes, voir Matter.
Michel Matter, né le 31 décembre 1964 à Genève, est une personnalité politique suisse, membre des Vert'libéraux. Il est député du canton de Genève au Conseil national de 2019 à 2023.

## Biographie
Michel Matter naît le 31 décembre 1964 à Genève. Il est originaire du même lieu. Son père, décédé à l'âge de 65 ans d'un choc anaphylactique, est opticien,.
Né avec une fente palatine, il souffre de bégaiement durant son enfance. Ses problèmes d'élocution le dirigent vers des études de médecine, puis d'ophtalmologie à l'Université de Genève au lieu du droit. Après son diplôme obtenu en 1992 et le décès de sa mère d'un cancer peu avant, il voyage une année autour du monde. Il s'est depuis rendu de nombreuses fois en Inde,.
Après avoir travaillé un temps en gériatrie, il cofonde en 2001 son premier cabinet d’ophtalmologue. Il cofonde en 2010 le Centre ophtalmologique de Rive,.
Président de l’Association des médecins du canton de Genève depuis janvier 2014, il est vice-président de la Fédération des médecins suisses depuis le 3 mai 2018,.
Grand sportif, notamment à vélo, il gère avec son épouse depuis octobre 2014, après avoir obtenu un diplôme de neuro-ophtalmologie de l'Université Pierre-et-Marie-Curie, une entreprise de conseil aux athlètes visant à améliorer leur acuité visuelle.
Marié et père de deux enfants,, il habite à Conches.

## Parcours politique
Son baptême politique date de 2011, lors de la campagne contre le modèle des réseaux de soins intégrés dans l'assurance-maladie, en tant que président d'un des comités référendaires.
Il adhère aux Vert'libéraux en vue des élections fédérales de 2019. Tête de liste, il est élu au Conseil national. Il est membre de la Commission des finances (CdF). Il n'est pas réélu en 2023, à la suite de la perte d'un siège par son parti.
Il est vice-président des Vert'libéraux de 2021 à 2024. 